# E.E. Cummings
Edward Estlin Cummings, znany jako E.E. Cummings lub e.e. cummings (ur. 14 października 1894 w Cambridge w stanie Massachusetts, zm. 3 września 1962 w North Conway w stanie New Hampshire) – amerykański poeta, dramaturg i malarz, jeden z głównych przedstawicieli nowojorskiej awangardy literackiej pierwszej połowy XX wieku.

## Życiorys
Był synem Edwarda Cummingsa, profesora nauk politycznych i społecznych na Harvardzie oraz pastora kościoła kongregacjonalistów w Bostonie. Wychowywał się w środowisku elit umysłowych wschodniego wybrzeża, głęboko religijnego i konserwatywnego. Od 1911 roku studiował na Harvardzie grekę i języki nowożytne. W 1916 roku ukończył naukę z tytułem magistra nauk humanistycznych (M.A. – Master of Arts). W uczelnianych pismach zamieszczał swoje pierwsze wiersze, wtedy też poznał poezje modernistów (przede wszystkim Ezry Pounda) oraz spotkał późniejszego przyjaciela Johna Dos Passosa.
Rok później zaciągnął się do amerykańskiej armii. W czasie I wojny światowej pracował jako kierowca ambulansu na froncie francuskim w Normandii. W kwietniu 1917 francuski cenzor przechwycił listy jego przyjaciela Williama S. Browna, zdradzające wątki pacyfistyczne i brak należytej nienawiści do Niemców. Browna postawiono przed sądem wojennym, a Cummings miał zeznawać w jego procesie jako świadek. Ale poeta nie obciążył kolegi. We wrześniu 1917 Cummings i Brown zostali skazani na obóz karny w La Ferté Macé. Trzy miesiące później, dzięki staraniom ojca poety, przyjaciele zostali zwolnieni z obozu, ale od tego czasu Cummings stał się zajadłym krytykiem armii i wojny, i – co znajdzie odbicie w jego poezji – zwolennikiem pacyfizmu. Na podstawie doświadczeń z czasu obozu napisał w latach 1920–1922 swoją jedyną powieść The Enormous Room.
W 1918 zamieszkał w Nowym Jorku, w którym zetknął się po raz pierwszy ze środowiskiem pisarskim. W 1920 zaczął publikować swoje wiersze w kierowanym przez Schofielda Thayera miesięczniku „The Dial”, wokół którego skupiły się znaczące postaci nowej literatury amerykańskiej (Ezra Pound, William Carlos Williams, Marianne Moore i T.S. Eliot, który Ziemię jałową po raz pierwszy opublikował w 1922 właśnie na łamach „The Dial”).
W latach 1921–1923 mieszkał w Paryżu, gdzie zaprzyjaźnił się z Poundem i Hartem Crane’em. Od 1923 roku aż do końca życia, z rzadkimi wyjazdami (np. w 1931 do Związku Radzieckiego) żył i tworzył w Nowym Jorku. Przez kolejnych czterdzieści lat dzięki wytężonej pracy pisarskiej stopniowo stawał się czołową postacią nowojorskiej bohemy artystycznej. Publikował wiersze, wydawał eseje i organizował wystawy malarskie.
Zmarł po wylewie krwi do mózgu 3 września 1962 w North Conway w stanie New Hampshire.
Cummings, który sam swoje utwory sygnował nazwiskiem e.e. cummings, był twórcą programowo łamiącym poetyckie konwencje. Na język polski jego poezje tłumaczył m.in. Stanisław Barańczak, Artur Międzyrzecki. Teksty Cummingsa w Polsce śpiewał m.in. Grzegorz Turnau.

## Twórczość
- The Enormous Room (1922)
- Tulips and Chimneys (1923)
- & (1925) (własnym nakładem)
- XLI Poems (1925)
- is 5 (1926)
- HIM (1927) (sztuka)
- ViVa (1931)
- Eimi (1933)
- No Thanks (1935)
- Collected Poems (1938)
- 50 Poems (1940)
- 1 × 1 (1944)
- Xaipe: Seventy-One Poems (1950)
- Poems, 1923–1954 (1954)
- 95 Poems (1958)
- 73 Poems (1963) (pośmiertnie)
- Fairy Tales (1965) (pośmiertnie)

## Cummings w piosenkach
- 1993 – Grzegorz Turnau: Pod światło
- 1995 – Grzegorz Turnau: To tu, to tam
- 1999 – Grzegorz Turnau: Ultima
- 2002 – Grzegorz Turnau: Nawet